# Variación (combinatoria)
En combinatoria, se denomina variación a cada una de las tuplas que pueden formarse tomando elementos de un conjunto. En combinatoria de conjuntos finitos frecuentemente se necesita conocer número de variaciones de un conjunto de m elementos tomados en tuplas de n elementos (con o sin elementos repetidos en las tuplas). Las variaciones con repetición de conjuntos de m elementos tomados en tuplas de n elementos es el número de diferentes n-tuplas de un conjunto de m elementos, este resulta ser:

{\displaystyle VR_{m}^{n}=m^{n}}

Entonces en numeración decimal las variaciones con repetición del conjunto de símbolos decimales (dígitos del 0 al 9), tomando 3 nos da 1,000 variaciones:
Si no se admiten elementos repetidos, entonces el número de n-tuplas en que ninguno de los elementos se repiten se llama número de variaciones sin repetición. Este otro número resulta ser:

{\displaystyle V_{m}^{n}={\frac {m!}{(m-n)!}}}

Nótese que las permutaciones son variaciones sin repetición del total de elementos del conjunto o sea donde m = n, por lo que cada variación sin repetición del conjunto, es una permutación del conjunto original.